# Fraunhofer-Institut für Werkstoffmechanik
Koordinaten: 48° 2′ 0,6″ N, 7° 51′ 6,7″ O

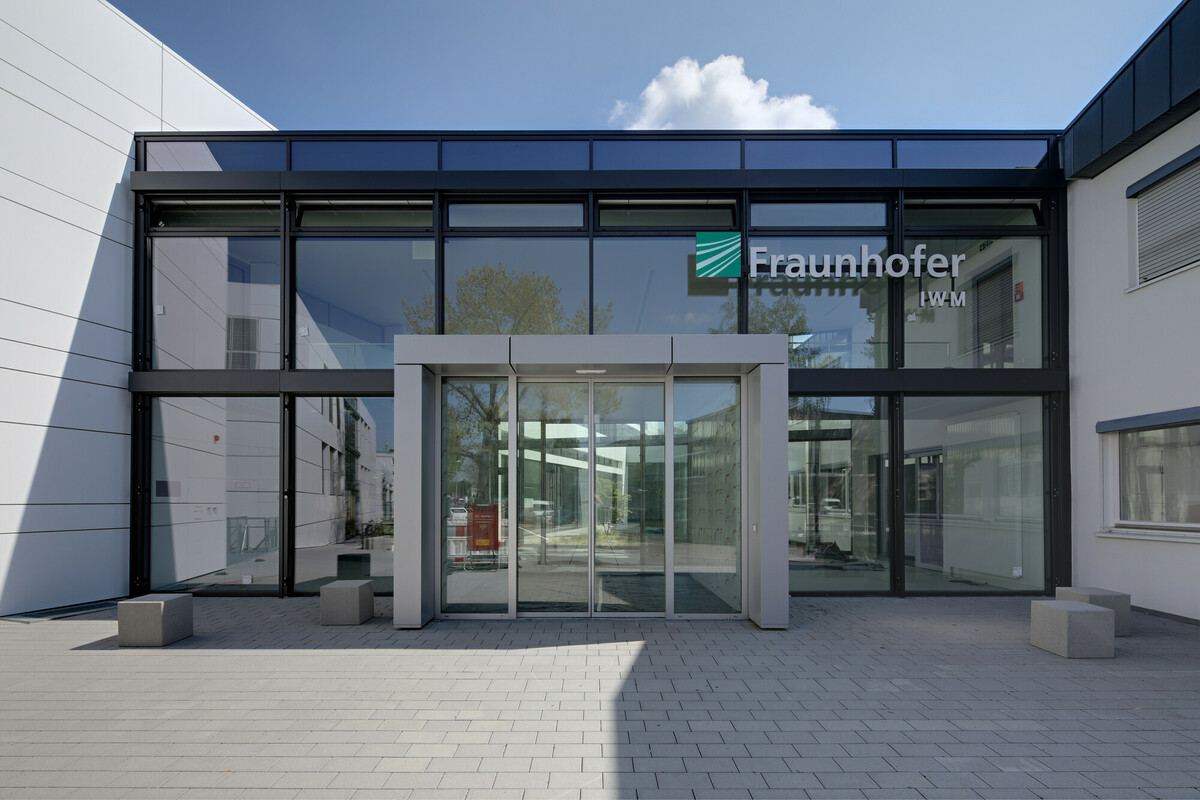
Haupteingang des IWM in Freiburg

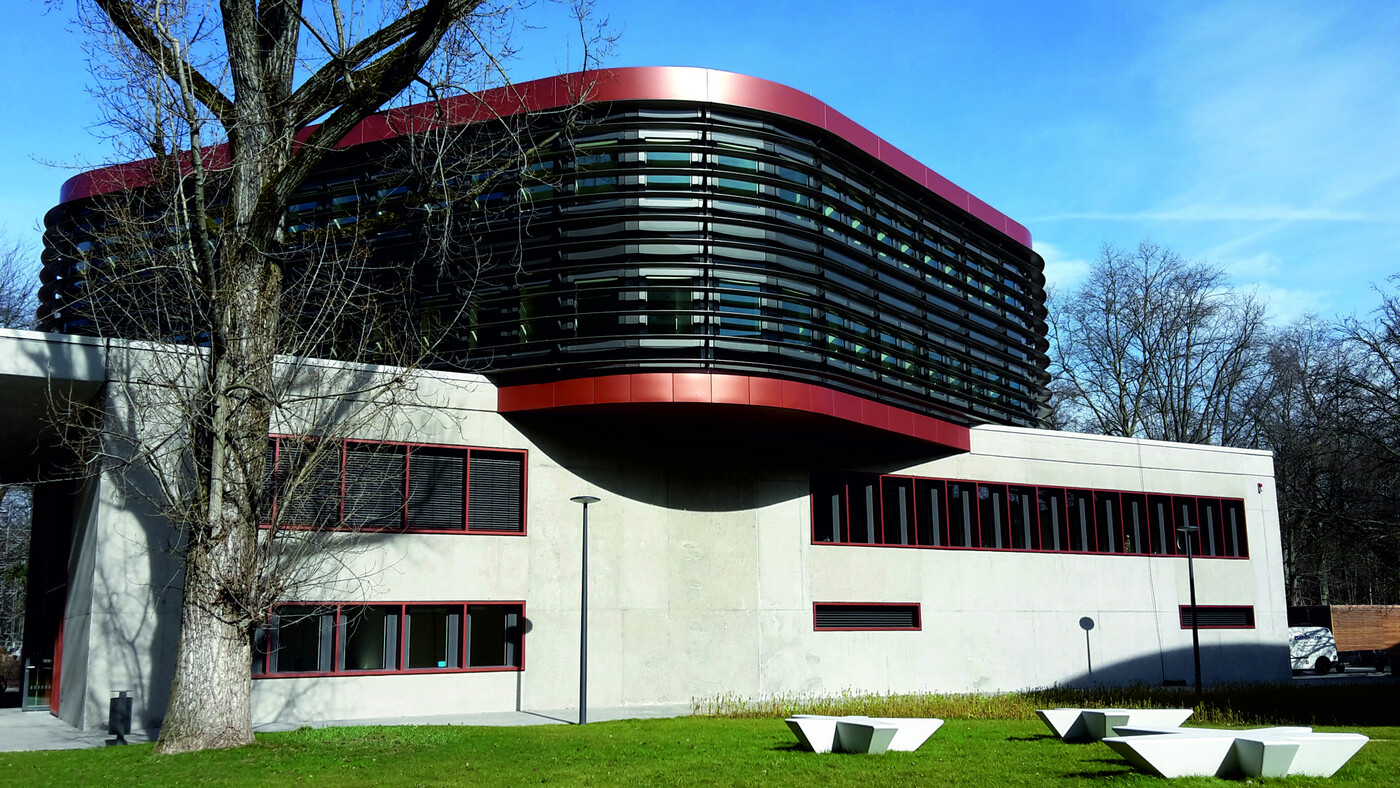
Das Fraunhofer IWM in Karlsruhe

Das Fraunhofer-Institut für Werkstoffmechanik IWM ist Forschungs- und Entwicklungspartner der Industrie und von öffentlichen Auftraggebern zu Themen der Sicherheit, Zuverlässigkeit, Lebensdauer und Funktionalität von Werkstoffen und Bauteilen. Es leistet wichtige Entwicklungsarbeiten für die Bewertung und Weiterentwicklung hochbeanspruchter Werkstoffe und Bauteile und die Optimierung von Fertigungsverfahren.
Das Fraunhofer IWM ist eines von 76 Instituten und Einrichtungen der Fraunhofer-Gesellschaft.

## Die Geschichte des Fraunhofer IWM
Das Fraunhofer IWM wurde 1971 in Freiburg (Breisgau) aus dem Fraunhofer Ernst-Mach-Institut heraus gegründet. Auf Empfehlung des Wissenschaftsrats erweiterte sich das Fraunhofer IWM 1992 in Halle (Saale) um eine Arbeitsgruppe aus dem ehemaligen Institut für Festkörperphysik und Elektronenmikroskopie der Akademie der Wissenschaften der DDR. Im Jahr 2010 kam als weiterer Standort Karlsruhe hinzu. Der Institutsteil Halle des Fraunhofer IWM wurde zum 1. Januar 2016 zum eigenständigen Fraunhofer-Institut für Mikrostruktur von Werkstoffen und Systemen IMWS.

## Auftrag und Wirken des Fraunhofer IWM
Das Fraunhofer-Institut für Werkstoffmechanik IWM erbringt Forschungs- und Entwicklungsleistungen für Unternehmen und öffentliche Auftraggeber. Die Forschungsinhalte und Entwicklungsziele umfassen die Verbesserung oder Sicherstellung der Funktion, der Energieeffizienz, der Sicherheit und der Langlebigkeit von technischen Bauteilen und Systemen. Dabei unterstützt das Institut Industrie- und Dienstleistungsunternehmen bei der Bewältigung werkstofftechnologischer Herausforderungen in allen Lebensphasen von Bauteilen, der Entwicklung, der Herstellung und dem Betrieb.
Treibende Faktoren für die Forschung und Entwicklung des Fraunhofer IWM sind beispielsweise die Energieeffizienz von Maschinen und Anlagen, die ressourcenschonende Herstellung von Produkten, die nachhaltige Mobilität, die Substitution kritischer Materialien oder veränderte Einsatzbedingungen von Anlagen im Zuge der Energiewende. Die Kreislauffähigkeit von Werkstoffen und Bauteilen und der Einsatz von Materialien unbestimmter Herkunft auch in Hochleistungssystemen gewinnt immer mehr Bedeutung. Gesetze und Regelungen zum Einsatz von Materialien sowie digitale Zwillinge, die die Produktentwicklung und die Produktion begleiten, machen die Verfügbarkeit und den Umgang mit Werkstoffdaten in Entwicklungs- und Fertigungsprozessen zum Erfolgsfaktor und zunehmend zur Voraussetzung für die ressourcenschonende und innovative Wertschöpfung.
Mit seinem werkstoffwissenschaftlichen Know-how schlägt das Institut die Brücke zwischen dem Verhalten und den Eigenschaften von Materialien und der Funktion, der Effizienz, der Sicherheit und der Langlebigkeit daraus hergestellter technischer Systeme. Die Mitarbeitenden erforschen die Auswirkungen von mechanischen, tribologischen, thermischen, elektrischen und chemischen Beanspruchungen auf die Funktion und die Beständigkeit von Werkstoffen und entwickeln Lösungen, damit diese abgesichert und eingestellt werden können. Sie machen Werkstoffe in Prozessketten, Bauteilen und Maschinen mit ihrem Verhalten und ihren Eigenschaften berechenbar und eröffnen somit Innovations- und Gestaltungsräume für die Ressourceneffizienz und die Leistungsfähigkeit von Produkten und technischen Systemen.
Auf nationaler Ebene nimmt das Fraunhofer IWM aktuell eine Schlüsselrolle bei der Digitalisierung der Materialien ein. Seit 2020 koordiniert es die Nationale Forschungsdateninfrastruktur zur Materialforschung und Werkstofftechnik (nfdi-matwerk) und ist seit 2019 maßgeblich an der Initiative MaterialDigital des Bundesministeriums für Bildung und Forschung beteiligt.

## Die Geschäftsfelder des Fraunhofer IWM
Das Fraunhofer IWM ist in vier Geschäftsfeldern organisiert, die werkstofftechnologische Fragen in allen Lebensphasen von Bauteilen und Systemen von der Werkstoffentwicklung, der Werkstoffverarbeitung und der Bewertung von Werkstoffen und Bauteilen in der Nutzung bis hin zum End-of-Life abdecken.
Forschungs- und Entwicklungsleistungen um die Sicherheit, Zuverlässigkeit, Strukturintegrität und Einsatzeignung von Bauteilen in Maschinen, Anlagen, Fahrzeugen oder auch Wasserstofftechnologien zu bewerten, vorherzusagen und zu gewährleisten, liegen im Kern des Geschäftsfelds Bauteilsicherheit und Leichtbau. Ziel ist, mit Fehlern in Bauteilen sicher umzugehen. Mit der Kombination von experimenteller, daten-basierter und numerischer Bauteilbewertung werden Entscheidungsgrundlagen für die Freigabe oder den sicheren Einsatz, für Inspektion, Wartung, Ersatz oder Weiterbetrieb geschaffen.
Für Hersteller und Betreiber thermomechanisch und/oder chemisch-strukturell hochbeanspruchter Systeme werden im Geschäftsfeld Werkstoffbewertung und Lebensdauerkonzepte zuverlässige Aussagen zur Lebensdauer der eingesetzten Bauteile und Werkstoffe getroffen und Maßnahmen zu deren Absicherung erarbeitet. Anwendungsbeispiele sind die Nutzung von Infrastrukturen zum Transport von Wasserstoff, die Steigerung der Kapazität von Energiespeichern oder die Gewährleistung der Zuverlässigkeit von Turbinen. Dazu wird in den FuE-Leistungen die Verbindung hergestellt zwischen den Prozessen, die in der Mikrostruktur von Materialien ablaufen und deren Auswirkungen auf die Langlebigkeit der entsprechenden Systeme.
Das Geschäftsfeld Fertigungsprozesse unterstützt seine Auftraggeber darin, die Qualität, die Funktion und die Konturgenauigkeit von Bauteilen in Fertigungsschritten einzustellen. Dazu wird die Entwicklung der Werkstoffeigenschaften durch die Prozessschritte hindurch experimentell und numerisch nachvollzogen, beschrieben und in Beziehung zu den jeweiligen Prozessparametern gestellt. Mit den abgeleiteten Prozess-Struktur-Eigenschaftsbeziehungen werden kritische Faktoren für Material- und Energieeffizienz in der Fertigung sowie für die Performance von Bauteilen identifiziert und beeinflusst. Der Fokus liegt auf formgebenden Prozessen der Glas- und Blechverarbeitung und der Pulvertechnologie.
Neue Antriebssysteme, Wasserstofftechnologien, komplexe Systemanforderungen durch off-shore Betrieb oder alternative Kraftstoffe oder die Substitution kritischer Materialien z. B. in Schmiermitteln oder Dichtungen, sie alle bringen vielfältige, teils neue Reibungs- und Verschleißmechanismen mit sich, die die Material- und Energieeffizienz der Systeme bestimmen. Mit einem kombinierten multiskaligen Ansatz von Experiment, Analytik und Simulation in Verbindung mit der Entwicklung geeigneter Werkstofflösungen arbeitet das Geschäftsfeld Tribologie daran, Reibung und Verschleiß in den Systemen seiner Kunden berechenbar zu machen und diese für mehr Leistungsfähigkeit und Effizienz einzustellen.